# Fazekas Árpád (fogorvos)
Fazekas Árpád  (Budapest, 1942. augusztus 28. –) magyar fogorvos, a fog- és szájbetegségek, konzerváló fogászat és fogpótlástan szakorvosa. Hosszú ideig volt a Konzerváló Fogászati Klinika igazgatója, egy időben a Semmelweis Egyetem Fogorvostudományi Karának dékánhelyettese is volt.

## Életpályája
Fazekas Árpád 1968-ban szerzett fogorvosi diplomát a Budapesti Orvostudományi Egyetem Fogorvostudományi Karán. Pályáját kutatóként kezdte Stockholmban, a Karolinska Egyetem Gyógyszertani Intézetében, majd dolgozott a lexingtoni University of Kentucky keretében működő fogászati intézet kutató laboratóriumában, valamint több németországi egyetemen, köztük Heidelbergben és Berlinben is.
Kandidátusi fokozatát 1979-ben, PhD minősítését 1985 szerezte meg, kandidátusi dolgozata A fogak és a nyelv vérkeringése címet viselte. 1991-ben a Magyar Tudományos Akadémia doktora is lett, értekezését a Vasoactiv peptidek szerepe a szájképletek lokális keringésének szabályozásában címmel nyújtotta be. Érdekesség, hogy e fokozatot a Fogorvostudományi Kar végzettjei közül elsőként érte el, és csaknem egy évtizeden át egyedüliként birtokolta.
1992-ben nevezték ki a Konzerváló Fogászati Klinika egyetemi tanárává, ahol 1994–2007 között intézeti igazgató volt. Számos kutatási pályázat vezető kutatója volt ebben az időszakban, szerkesztésével készült el a Megtartó fogászat és endodoncia című egyetemi tankönyv, amely a tárgy hivatalos tankönyve lett, de több más oktatási anyag és szakkönyv társszerzője is.

## Művei
- A fogak és a nyelv vérkeringése (1985)
- Vasoactiv peptidek szerepe a szájképletek lokális keringésének szabályozásában (1991)

## Díjai
- Széchenyi professzor ösztöndíj (1998)
- A Magyar Érdemrend lovagkeresztje (2007)
- Pro Universitate (2012)
- Árkövy József-emlékérem (2013)